# Monazit
Monazit là một khoáng vật phosphat có màu nâu đỏ chứa các kim loại đất hiếm. Nó thường tồn tại ở dạng các tinh thể nhỏ riêng lẻ. Trong thực tế có ít nhất bốn loại monazit, tùy thuộc vào vị thành phần nguyên tố tương đối trong khoáng vật:
- monazit-Ce (Ce, La, Pr, Nd, Th, Y)PO4
- monazit-La (La, Ce, Nd, Pr)PO4
- monazit-Nd (Nd, La, Ce, Pr)PO4
- monazit-Sm (Sm, Gd, Ce, Th)PO4

Các nguyên tố trong dấu ngoặc đơn được liệt kê theo thứ tự thành phần tương đối trong khoáng vật, do vậy lanthan là nguyên tố đất hiếm phổ biến nhất ở dạng monazit-La. Silica, SiO2, sẽ ở dạng vết cũng như có một lượng rất nhỏ urani và thori. Do phân rã anpha của thori và urani, monazit chứa một lượng đáng kể heli, đây là yếu tố có thể được tách ra bằng nhiệt.
Monazit là một loại quặng quan trọng của thori, lanthan, và xeri. Nó thường được tìm thấy ở dạng sa khoáng. Các mỏ dạng này ở Ấn Độ đặc biệt giàu monazit. Nó có độ cứng 5,0 đến 5,5 và tỷ trọng tương đối cao vào khoảng 4,6 đến 5,7 g/cm³.